# Sylvipoa queenslandica
Sylvipoa es un género monotípico de plantas herbáceas perteneciente a la familia de las poáceas. Su única especie: Sylvipoa queenslandica, es originaria de Australia.

## Taxonomía
Sylvipoa queenslandica fue descrita por (C.E.Hubb.) Soreng, L.J.Gillespie & S.W.L.Jacobs y publicado en Australian Systematic Botany 22(6): 404, f. 1D, f. 2. 2009.
Sinonimia
- Poa queenslandica C.E.Hubb.[3][4]